# Don Schollander
Donald Arthur Schollander (* 30. dubna 1946) je bývalý americký plavec, pětinásobný olympijský vítěz.
Jeho strýcem byl plavecký trenér Newt Perry. Na střední škole Schollander hrál americký fotbal, ale protože měřil jen 180 cm, přeorientoval se na plavání. Od roku 1962 byl členem týmu Santa Clara Swim Club. Po vítězství na americkém šampionátu byl nominován na olympiádu v Tokiu v roce 1964, kde se stal prvním plavcem v dějinách, který získal na jedněch hrách čtyři zlaté medaile, když vyhrál oba kraulařské sprinty a obě kraulařské štafety. Byl tak nejúspěšnějším účastníkem her, získal James E. Sullivan Award pro nejlepšího amerického amatérského sportovce roku 1964 a v roce 1965 byl jmenován do Mezinárodní plavecké síně slávy. Získal také tři zlaté na Panamerických hrách 1967 ve Winnipegu. Po olympiádě v Mexico City v roce 1968, kde už získal zlato jen ve štafetě, ukončil závodní činnost. Vystudoval Yale University, kde byl jeho spolužákem George W. Bush, a je majitelem realitní kanceláře v Lake Oswego. Napsal dvě autobiografické knihy, Deep Water (1971, ISBN 0-7207-0542-8) a Inside Swimming (1974, ISBN 0-8092-8905-9).